# 伊百七十六型潜水艦
| 伊176型潜水艦（海大7型） | 伊176型潜水艦（海大7型）                                                                                               |
| ------------------------ | --- |
|                          | |
| 艦級概観                 | |
| 艦種                     | 一等潜水艦 |
| 艦名                     | |
| 前級                     | 伊百七十四型潜水艦（海大6型b）                                                                                         |
| 次級                     | - |
| 性能諸元                 | |
| 排水量                   | 基準：1,630トン 常備：1,833トン 水中：2,602トン                                                                        |
| 全長                     | 105.50m |
| 全幅                     | 8.25m |
| 吃水                     | 4.60m |
| 機関                     | 艦本式1号乙8型ディーゼル2基2軸 水上：8,000馬力 水中：1,800馬力                                                         |
| 速力                     | 水上：23.1kt 水中：8.0kt                                                                                               |
| 航続距離                 | 水上：16ktで8,000海里 水中：5ktで50海里                                                                                |
| 燃料                     | 重油：354.7t |
| 乗員                     | 86名 |
| 兵装                     | 45口径十一年式12cm単装砲1門 25mm機銃連装1基2挺 53cm魚雷発射管 艦首6門 九五式魚雷12本 九三式水中聴音機 （九三式探信儀） |
| 備考                     | 安全潜航深度：80m |

伊百七十六型潜水艦（いひゃくななじゅうろくがたせんすいかん）は、大日本帝国海軍の潜水艦の艦級。海大VII型（かいおおなながた）、または新海大型とも呼ばれ、海大型潜水艦の最後の艦級である。同型艦10隻。事故沈没1隻、戦没9隻。

## 概要
本艦級の潜水艦は1939年（昭和14年）度の④計画で10隻が建造され、1942年(昭和17年)から1943年(昭和18年)にかけて竣工した。計画番号S41。海大VI型とほぼ同寸法である。設計に当たっては運動性能と潜航時間の短縮に留意が払われたといわれる。魚雷発射管は艦尾発射管が廃止され、艦首にすべて集められた。発射管の数は6本で変わらない。魚雷は九五式魚雷（酸素魚雷）を搭載したが、搭載数は12本に減少した。機銃は25mm連装機銃1基を装備している。

## 戦歴
太平洋戦争中、主にソロモン・ニューギニア・サイパン方面に進出し通商破壊(商船及びタンカー6隻撃沈)や輸送任務に従事したが、1隻が事故で失われ、残りも総て戦没した。

## 同型艦
- 伊号第百七十六潜水艦
  - 1942年（昭和17年）8月4日竣工（呉海軍工廠）。1944年（昭和19年）5月16日 ブカ島南東で米駆逐艦の攻撃を受け沈没。
- 伊号第百七十七潜水艦
  - 1942年（昭和17年）12月28日竣工（神戸川崎）。1944年（昭和19年）10月3日 パラオ付近で米護衛駆逐艦の攻撃を受け沈没。
- 伊号第百七十八潜水艦
  - 1942年（昭和17年）12月26日竣工（三菱神戸）。1943年（昭和18年）6月17日 オーストラリア東方で豪爆撃機の攻撃を受け沈没。
- 伊号第百七十九潜水艦
  - 1943年（昭和18年）6月18日竣工（神戸川崎）。1943年（昭和18年）7月14日 伊予灘で訓練中に事故沈没。
- 伊号第百八十潜水艦
  - 1943年（昭和18年）1月15日竣工（横須賀海軍工廠）。1944年（昭和19年）4月27日 アリューシャン列島・コジャック島南方で米護衛駆逐艦の攻撃を受け沈没。
- 伊号第百八十一潜水艦
  - 1943年（昭和18年）5月24日竣工（呉海軍工廠）。1944年（昭和19年）1月16日 グィディアグ海峡にて駆逐艦、魚雷艇と交戦して沈没。
- 伊号第百八十二潜水艦
  - 1943年（昭和18年）5月10日竣工（横須賀海軍工廠）。1943年（昭和18年）9月3日 ニューヘブライズ方面で米護衛駆逐艦の攻撃を受け沈没。
- 伊号第百八十三潜水艦
  - 1943年（昭和18年）10月3日竣工（神戸川崎）。1944年（昭和19年）4月28日 四国南方で米潜水艦の攻撃を受け沈没。
- 伊号第百八十四潜水艦
  - 1943年（昭和18年）10月15日竣工（横須賀海軍工廠）。1944年（昭和19年）6月19日 サイパン付近で艦載機の攻撃を受け沈没。
- 伊号第百八十五潜水艦
  - 1943年（昭和18年）9月23日竣工（横須賀海軍工廠）。1944年（昭和19年）6月22日 サイパン付近で米駆逐艦らの攻撃を受け沈没。

## 潜水隊の変遷
竣工した伊176は海大6型b2隻からなる第11潜水隊に編入され、3隻定数を満たした。伊177以降の竣工艦は訓練部隊である呉鎮守府呉潜水戦隊で訓練を行った。訓練を終えた伊177、伊178、伊180は1個潜水隊を編成し、佐世保鎮守府に配備されたため、佐鎮の固有番号を与えられて第22潜水隊となった。以降、訓練を終えた艦から第22潜水隊に順次編入されている。伊179は訓練を完了することなく事故により喪失したため、潜水隊に編入される機会はなかった。

### 第二十二潜水隊
呉鎮守府呉潜水戦隊で訓練中の伊177・伊178・伊180で編成された。太平洋戦争では主に南太平洋で哨戒・輸送任務に従事した。昭和19年8月10日に解隊された。
1943年(昭和18年)2月25日：伊177、伊178、伊180で編成。第22潜水隊司令西野耕三中佐。呉潜水戦隊。
1943年(昭和18年)3月25日：第六艦隊第3潜水戦隊。
1943年(昭和18年)6月17日：オーストラリア東方沖で伊178戦没。9月1日除籍。
1943年(昭和18年)8月10日：第一艦隊第11潜水戦隊より伊182を編入。
1943年(昭和18年)8月22日：第一艦隊第11潜水戦隊より伊181を編入。
1943年(昭和18年)9月3日：エスピリトゥサント島沖で伊182戦没。12月1日除籍。
1943年(昭和18年)9月15日：第六艦隊。
1943年(昭和18年)11月5日：第22潜水隊司令前島寿英大佐。
1943年(昭和18年)12月20日：第11潜水戦隊より伊185を編入。
1944年(昭和19年)1月16日：グィディアグ海峡で伊181戦没(前島司令戦死)。4月30日除籍。
1944年(昭和19年)1月31日：第11潜水戦隊より伊184を編入。第22潜水隊司令栢原保親大佐。
1944年(昭和19年)4月27日：コディアック島南方沖で伊180戦没。7月10日除籍。
1944年(昭和19年)4月28日：第11潜水戦隊より伊183を編入。沖の島沖で伊183戦没。8月10日除籍。
1944年(昭和19年)6月19日：サイパン南東沖で伊184戦没。8月10日除籍。
1944年(昭和19年)6月22日：サイパン沖で伊185戦没(栢原司令戦死)。8月10日除籍。
1944年(昭和19年)8月10日：解隊。伊177は第34潜水隊に編入。以降は第34潜水隊の項に譲る。